# Géographie des Pyrénées
Cet article traite de la géographie des Pyrénées.

## Géographie physique

### Relief
Les Pyrénées forment une chaîne d'allure rectiligne, assez étroite, d'une longueur totale de 430 kilomètres de la Méditerranée (cap de Creus) à l'Atlantique (cap Higuer-mont Jaizkibel), (510 kilomètres si l'on y inclut la chaîne des Montagnes basques). Son extension en largeur est aussi à fixer : approximativement le piémont pyrénéen se dilue côté espagnol dans le bassin de l'Èbre, et côté français dans le Bassin aquitain (Adour - Garonne) direction atlantique, et dans la basse vallée de l'Aude direction Méditerranée. Toutefois la zone de haute montagne atteint maximum 100 km en largeur.
Ses vallées sont étroites, profondes et orientées nord-sud dans leur majorité (avec quelques exceptions notables comme la vallée d'Ordesa), et ses hauts sommets s'égrainent sans réelle discontinuité, ce qui explique que d'un bout à l'autre de la chaîne, il existe peu de points de passage praticables entre le versant nord et le versant sud. Ainsi la frontière franco-espagnole suit à peu près la ligne des crêtes, c'est-à-dire la ligne de partage des eaux, qui correspond ainsi à une frontière climatique et donc végétale (voir climat des Pyrénées et végétation des Pyrénées). La principale exception à cette règle étant formée par le val d'Aran, qui dépend de l’Espagne mais se situe sur le versant nord du massif, et l’enclave espagnole de la ville de Llívia.
Du côté français et d'ouest en est, on distingue trois aires de montagnes :
- les Pyrénées atlantiques, autrefois appelées les basses Pyrénées[N 1], s'étendent entre le golfe de Gascogne (Atlantique) et le pic d'Anie, et sont peu élevées, ne dépassant pas les 2 000 m. Les cols sont donc aussi assez peu élevés comme le col de Roncevaux, (1 056 mètres) mais les vallées peuvent être très encaissées, par exemple les gorges de Kakouetta ;
- les Pyrénées centrales entre le pic d'Anie et le col de Puymorens (Ariège) où se trouvent les plus hauts sommets dépassant 3 000 mètres (voir l'article liste UIAA des 3000 pyrénéens) comme l'Aneto, plus haut sommet des Pyrénées avec 3 404 mètres ou le Vignemale, plus haut sommet versant français avec 3 298 mètres. Il existe sur cette large section des Pyrénées assez peu de points de passage entre la France et l'Espagne (col du Somport, tunnel du Somport, tunnel d'Aragnouet-Bielsa, tunnel de Vielha, col de Puymorens, tunnel du Puymorens).
- les Pyrénées orientales[N 2], encore appelées Pyrénées catalanes, comprennent la zone à l'est du col de Puymorens jusqu'à la mer Méditerranée. Moins hautes que les Pyrénées centrales, il existe néanmoins de hauts sommets comme le pic du Canigou (2 784 m), le pic Carlit (2 921 m), le Puigmal (2 910 m)… et de grands massifs naturels comme le massif des Corbières. En orographie, parmi les anomalies, est incluse la chute Cerdagne située sur le versant sud de la chaîne.

Carte du massif des Pyrénées avec courbes d'altitude.

#### Hydrographie
Les principaux fleuves de France ayant leur source dans les Pyrénées sont :
- l'Adour et ses affluents les gaves ;
- la Garonne et ses affluents pyrénéens dont l'Ariège ;
- l'Aude.

En Espagne, le principal fleuve est l'Èbre dont l'Aragon est un affluent.

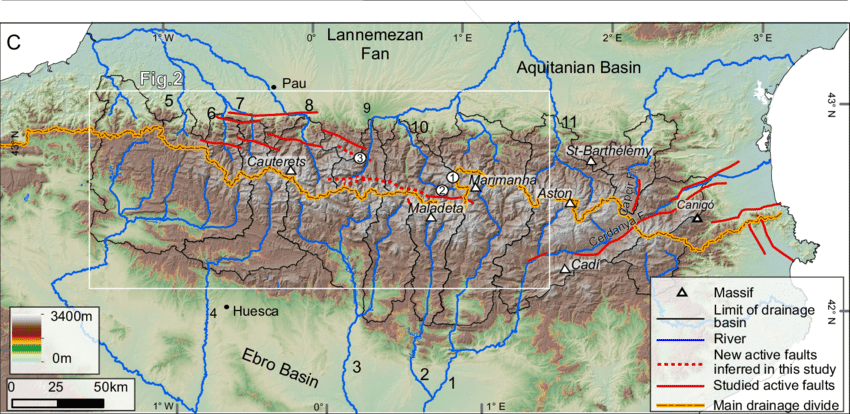
Système hydrographique des Pyrénées. La ligne orange représente la ligne de partage des eaux nord-sud (vers la France ou vers l'Espagne). Les lignes bleus représentent les principales rivières issues du centre du massif : 1) Noguera Pallaresa, 2) Noguera Ribagorçana, 3) Cinca, 4) Aragon, 5) Saison, 6) Gave d'Aspe, 7) Gave d'Ossau, 9) Neste, 10) Garonne et 11) Ariège. Les lignes noires représentent les limites des bassins versants de chaque fleuve.

## Géographie humaine
En géographie humaine, le contour du massif peut être dressé d'après la loi Montagne datée du 9 janvier 1985, le Massif pyrénéen est constitué par "chaque zone de montagne et les zones qui lui sont immédiatement contiguës et qui forment avec elle une même entité géographique, économique et sociale" (Art.5L no 85-30). C'est une unité d'aménagement de l'espace et de programmation.

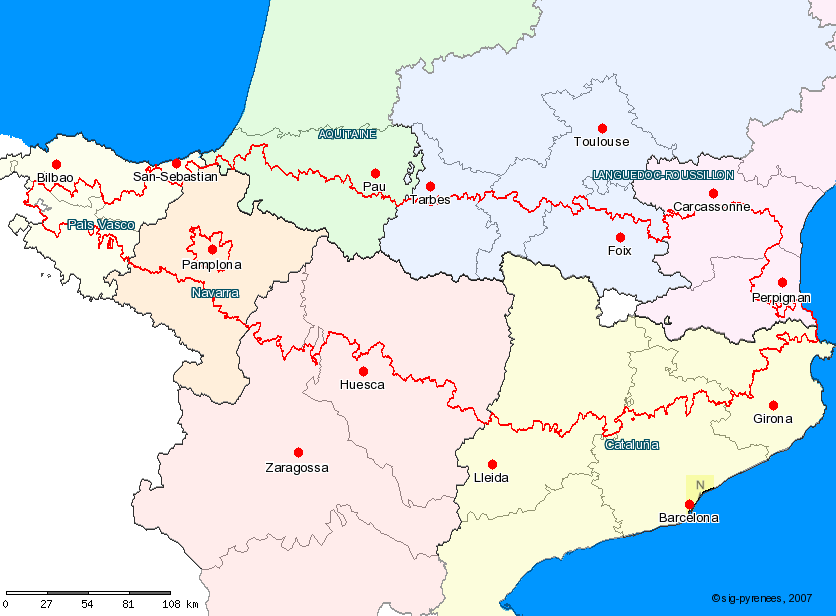
Contour en rouge du massif des Pyrénées d'après la loi Montagne française, n'ayant pas de loi similaire côté espagnol, il s'agit d'une "extrapolation" des critères de la loi montagne française au versant espagnol.

La comparaison des deux cartes permet de noter que :
- la zone de Pampelune n'est pas considérée dans les Pyrénées au sens humain, car d'après les critères de la loi montagne, il s'agit d'une zone urbaine à trop forte densité pour être considérée comme zone de montagne ;
- la province de d'Alava et de Biscaye à l'ouest sont incluses dans le massif, cela signifie que la zone des Montagnes basques est rattachée économiquement et humainement à la zone des Pyrénées.

### Géographie linguistique
Gerhard Rohlfs a comparé au gascon plusieurs idiomes pyrénéens. On distingue : aragonais, basque (navarrais, souletin), catalan, gascon (aranais, béarnais, bigourdan, maritime ou landais, etc.), languedocien pyrénéen (fuxéen, bassin de l'Aude).

### Géographie historique
La frontière franco-espagnole actuelle a été délimitée par le traité des Pyrénées (1659) et les traités de Bayonne du XIXe siècle : le traité des Pyrénées a été négocié entre la Monarchie catholique espagnole et le royaume de France à l'issue de la guerre franco-espagnole du XVIIe siècle.
Il est signé le 7 novembre 1659 au nom des rois Louis XIV et Philippe IV sur l'île des Faisans, de la Bidassoa (fleuve côtier) frontière entre les deux royaumes.
Des difficultés ont persisté les deux siècles suivant 1659. Afin de les résoudre, trois traités de Bayonne sont signés, respectivement, le 2 décembre 1856, 14 avril 1862 et 26 mai 1866 ; ils précisent la frontière franco-espagnole, tout le long des Pyrénées :
- le traité de Bayonne (1856) précise la frontière franco-espagnole depuis l'embouchure de la Bidassoa jusqu'au point où confinent le département des Basses-Pyrénées (actuelles Pyrénées-Atlantiques), le royaume d'Aragon et la communauté forale de Navarre ;
- le traité de Bayonne (1862) précise la frontière depuis l'extrémité orientale de la communauté forale de Navarre jusqu'au val d'Andorre ;
- le traité de Bayonne (1866) précise la frontière entre le département des Pyrénées-Orientales et la province de Girone, depuis le val d'Andorre jusqu'à la mer Méditerranée. Suit un acte additionnel au traité de Bayonne (1866) le 2 décembre 1866, encore en vigueur aujourd'hui.